# Nam Thanh (phường)
Nam Thanh là một phường thuộc thành phố Điện Biên Phủ, tỉnh Điện Biên, Việt Nam.

## Địa lý
Phường Nam Thanh nằm ở phía nam thành phố Điện Biên Phủ, có vị trí địa lý:
- Phía đông giáp huyện Điện Biên Đông
- Phía tây giáp huyện Điện Biên và phường Thanh Trường
- Phía nam giáp huyện Điện Biên
- Phía bắc giáp các phường Mường Thanh, Noong Bua và xã Thanh Minh.

Phường Nam Thanh có diện tích 5,15 km², dân số năm 2022 là 8.251 người, mật độ dân số đạt 1.602 người/km².

## Hành chính
Phường Nam Thanh được chia thành 11 tổ dân phố: 1, 2, 3, 4, 5, 6, 7, 8, 9, 10, 11 và 7 bản.

## Lịch sử
Phường Nam Thanh trước đây vốn là thị trấn Mường Thanh thuộc huyện Điện Biên, được thành lập vào ngày 22 tháng 12 năm 1997 trên cơ sở điều chỉnh 356,25 ha diện tích tự nhiên và 5.276 người của xã Thanh Xương.
Ngày 26 tháng 11 năm 2003, Chính phủ ban hành Nghị định số 110/2003/NĐ-CP. Theo đó, chuyển thị trấn Mường Thanh về thành phố Điện Biên Phủ quản lý thành lập phường Nam Thanh thuộc thành phố Điện Biên Phủ trên cơ sở toàn bộ diện tích, dân số của thị trấn Mường Thanh.
Sau khi thành lập, phường có diện tích 3,56 km², dân số là 8.520 người, mật độ dân số đạt 2.393 người/km².
Ngày 26 tháng 8 năm 2019, HĐND tỉnh Điện Biên ban hành Nghị quyết số 124/NQ-HĐND về việc:
- Sáp nhập TDP 3 vào TDP 1.
- Sáp nhập TDP 4 vào TDP 2.
- Thành lập TDP 4 trên cơ sở TDP 6 và TDP 12.
- Thành lập TDP 7 trên cơ sở TDP 9 và TDP 11.
- Thành lập TDP 11 trên cơ sở TDP 15 và TDP 16.
- Đổi tên TDP 5 thành TDP 3.
- Đổi tên TDP 7 thành TDP 5.
- Đổi tên TDP 8 thành TDP 6.
- Đổi tên TDP 10 thành TDP 8.
- Đổi tên TDP 13 thành TDP 9.
- Đổi tên TDP 14 thành TDP 10.

Ngày 21 tháng 11 năm 2019, Ủy ban thường vụ Quốc hội ban hành Nghị quyết 815/NQ-UBTVQH14 về việc sắp xếp các đơn vị hành chính cấp huyện, cấp xã thuộc tỉnh Điện Biên (nghị quyết có hiệu lực từ ngày 1 tháng 1 năm 2020). Theo đó, điều chỉnh 0,27 km² diện tích tự nhiên và 540 người của xã Thanh Hưng thuộc huyện Điện Biên về phường Nam Thanh quản lý.
Sau khi điều chỉnh, phường Nam Thanh có diện tích 5,13 km², dân số là 8.156 người.